# Das steinerne Herz (Arno Schmidt)
Das steinerne Herz (Untertitel: Ein historischer Roman aus dem Jahre 1954 nach Christi) ist ein Roman des deutschen Schriftstellers Arno Schmidt, der im Jahr 1956 erschien. Der Titel enthält Anklänge an Wilhelm Hauffs Erzählung Das kalte Herz und an E. T. A. Hoffmanns Das steinerne Herz.
Die erste Auflage wurde an politisch, religiös und sexuell „anstößigen“ Stellen entschärft. Erst 30 Jahre später erschien im Rahmen der Bargfelder Ausgabe eine unzensierte Urfassung, die zudem Autorenkorrekturen aus späteren Textstadien berücksichtigt.

## Handlung
Die – wie für Schmidt üblich – recht einfache Handlung spielt, wie der Untertitel schon sagt, im Jahr 1954.
Der Ich-Erzähler, Walter Eggers, fährt auf der Suche nach dem Nachlass des hannoverschen Statistikers Friedrich Jansen nach Ahlden und mietet sich mit der Behauptung, er sei „Einkäufer“, bei einer Enkelin Jansens, Frieda Thumann, und ihrem Mann Karl, einem Lastwagenfahrer, ein. Tatsächlich befindet sich auf dem Dachboden des Hauses eine Bücherkiste. Eggers macht Frieda den Hof und verwickelt sie in ein Liebesverhältnis. Frieda durchschaut ihn jedoch bald. Sie gibt die begehrten Jansen-Bücher nur nach und nach und Stück für Stück heraus. Eggers fährt mit Karl nach Berlin und tauscht in der dortigen Staatsbibliothek seine Dublette der zweiten gegen die ihm fehlende dritte Auflage von Heinrich Ringklibs Statistische Uebersicht der Eintheilung des Königreichs Hannover nach Verwaltungs- und Gerichtsbezirken … nach dem literarischen Vorbild von Jean Pauls Siebenkäs auf raffinierte Art aus.
Karl hat in Ost-Berlin eine Geliebte, Line Hübner, in deren Gartenlaube Karl Thumann und Eggers übernachten, um am nächsten Morgen wieder nach Ahlden zu fahren. Ohne jede Eifersuchtsdramatik löst sich das Paarungsproblem, indem Line Hübner mit einem erschlichenen Reisepass mit nach Ahlden genommen wird. Eggers plant sein Verschwinden aus dem Hause Thumann, nachdem er seine Buchtrophäen sicher in Händen hat. Im letzten Moment wird jedoch ein Goldschatz in einer Zwischendecke des Hauses Thumann entdeckt. Die raren Münzen werden in Hannover für gutes Geld an einen Sammler verkauft. Eggers fügt sich aufgrund dieser materiellen Sicherheit zögernd in sein Schicksal und bleibt mit Frieda in Ahlden. Ein wichtiges Thema des Romans ist die Geschichte der Prinzessin von Ahlden, die zu ihrer Zeit wegen Ehebruchs lebenslang im Ahldener Schloss gefangen gehalten wurde. Ein weiter zu nennender Bezug ist Goethes Roman Die Wahlverwandtschaften.

## Rezeption
Das steinerne Herz ist – nach Hans Scholz’ Am grünen Strand der Spree. So gut wie ein Roman (1955) – der erste in der Bundesrepublik Deutschland erschienene Roman, der zugleich in West- und Ostdeutschland spielt und beide Seiten gleich kritisch darstellt.
Alfred Andersch nannte das Buch Schmidts politisch und erotisch verwegenstes. Aber nicht in der schlichten Handlung liegt die Stärke des Buches, sondern in seiner eigenwilligen Prosa, bis hinein in eine verlebendigende Interpunktion und Orthographie. Außer dem im Titel bereits anzitierten E.T.A. Hoffmann kann noch Wilhelm Hauff („Das kalte Herz“) mit hinzugenommen werden – so spielt allein der Titel auf (mindestens) zwei literarische Werke an, ein Verfahren, das der Verfasser artistisch und virtuos im gesamten Text anwendet.